# Waldemar Fydrych
Waldemar Andrzej Fydrych "Major", autrement connu comme « Commander of the Festung Breslau », né le 8 avril 1953 à Toruń en Pologne, est le fondateur et leader de l'Alternative orange - un mouvement anticommuniste polonais, qui dans les années 1980 organisait des happenings, peignait des graffitis absurdes en forme de lutins sur les murs des villes et était un des éléments les plus pittoresques de l’opposition polonaise contre le communisme.

## Biographie

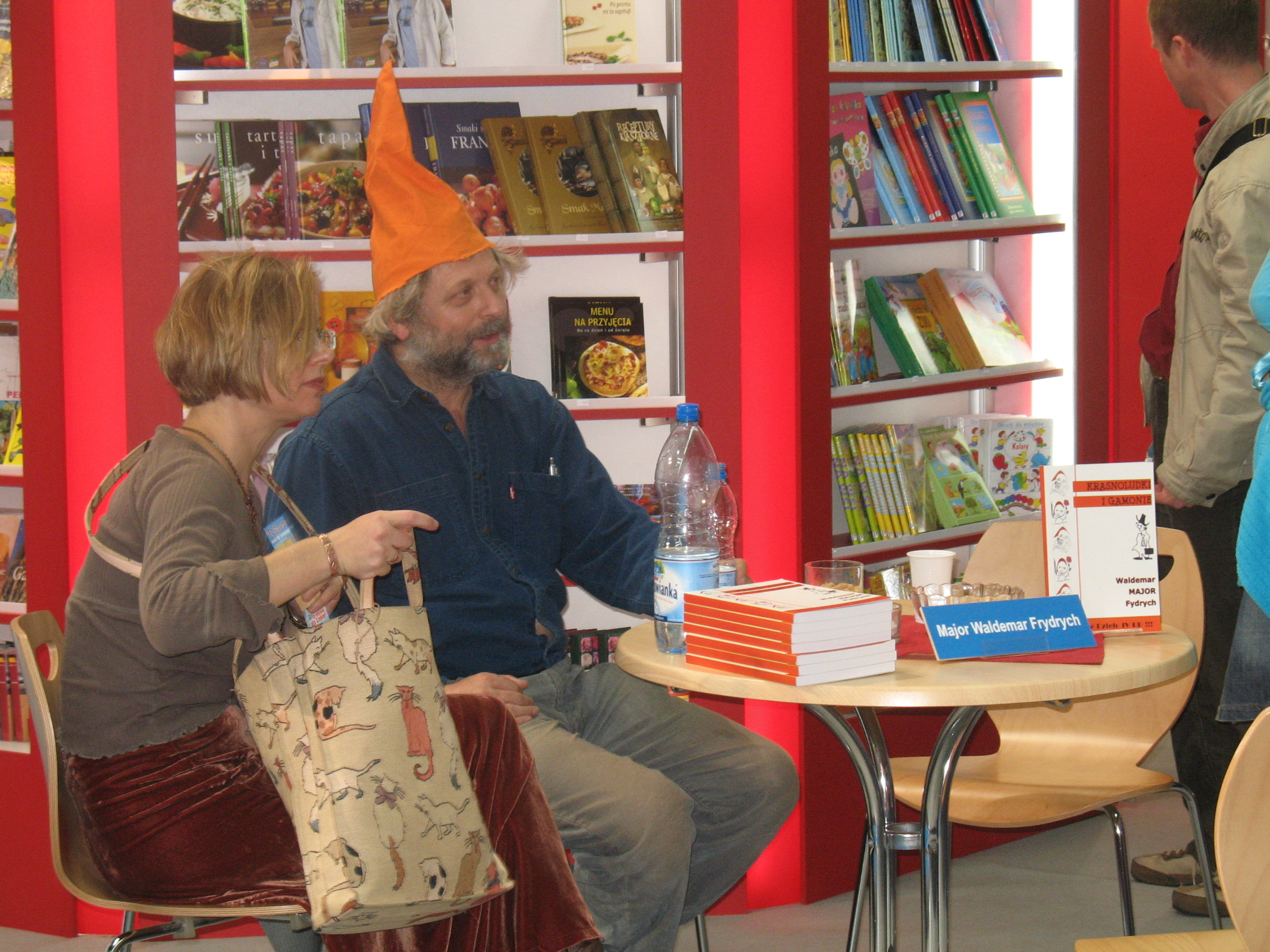
Waldemar Fydrych

Fydrych est diplômé d’Histoire et d’Histoire de l’art de l’Université de Wrocław. Il commence son activité sociale indépendante dans les années 1970. Après août 1980, il crée le NZS/union indépendante de « Solidarité » puis il fonde à Wrocław le Mouvement de la Nouvelle Culture. Depuis 1986, il organise une chaîne infinie de happenings connue sous le nom de l'Alternative orange.
Pendant l’état de guerre, les habitants de villes polonaises font connaissance avec l’œuvre de Fydrych sous la forme pittoresque de gnomes colorés peints sur les murs (sur les taches qui couvraient les inscriptions politiques).
À la suite du happening organisé en 1988 à l'occasion de la journée des Femmes, il est arrêté par l’office régional des Affaires intérieures pour avoir distribué des serviettes hygiéniques dans la rue et est condamné à trois mois d’emprisonnement. Mais après une vague de protestations en Pologne, il est rapidement relâché.
Personnage controversé, aimé, haï ou admiré, Fydrych ne manque pas de fantaisie ni d’imagination. Il manifeste un goût marqué pour la mystification. À l’époque de son service militaire, lorsqu'il est convoqué à l’armée, il apparaît devant la Commission en uniforme du commandant (« major » en Polonais). Il n’a guère envie d’être incorporé mais donne l’impression qu’il a grande envie de faire son service. Il simule la folie. Comme on le prie de faire preuve de plus de déférence langagière envers ses supérieurs, il se met à qualifier son interlocuteur de « colonel », tout en assurant qu’il est lui-même « commandant » ou « Major ». C’est donc de cette période que lui vient le surnom qui lui est resté aujourd’hui.
En 2012 il a reçu le doctorat d’État à l’Académie de Beaux Arts à Varsovie en ayant défendu la thèse Happening - une opération qui intègre, guérit et transforme l'art et la réalité écrite sous la supervision du professeur Stanislas Wieczorek.
Waldemar "Major" Fydrych a publié quatre livres (dont un drame) et est un peintre reconnu par ses images caractéristiques des lutins. Son livre Lives of the Orange Men sur l'histoire de l'Alternative Orange a été publié en juillet 2014 en anglais par Minor Compositions, une maison d'édition de Londres avec un mot d'introduction des Yes Men et Anne Applebaum.
En 2013 il figure dans le livre Surrealism - 50 works You should know de Brad Finger publié par Prestel Publishing à côté, entre autres, de Picasso, Dalí, Duchamp et Artaud dans le panthéon des plus grands surréalistes dans l'histoire.

## Source
- Thèse de doctorat de Nicole Gourgaud (Université de Lyon – novembre 1993)